# Bergeronnette indienne
Motacilla maderaspatensis
Espèce
Statut de conservation UICN

 LC  : Préoccupation mineure
La Bergeronnette indienne (Motacilla maderaspatensis) est une espèce d'oiseau de la famille des Motacillidae.
Elle vit à travers le sous-continent indien.